# Skłodowscy herbu Dołęga

Herb Dołęga

Skłodowscy herbu Dołęga, pierwotnie znani jako Skłotowscy – polski ród szlachecki wywodzący się z województwa witebskiego. 

## Historia
Historyk Zbigniew Leszczyc w swoim dziele z 1908 roku podaje, że Skłotowscy po raz pierwszy w związku z województwem witebskim zostali odnotowani w 1580 roku. Istnienie owego rodu odnotowuje również Piotr Małachowski w 1790 roku.
Paprocki wspomina, że za swego życia (XVI/XVII wiek), z tejże rodziny pochodził znaczny rotmistrz, jednakże nie podaje jego imienia. Oprócz niego znany jest Jan Skłotowski, który był jedną z osób podpisujących się pod dokumentem elekcji Władysława IV na króla Polski. Inny Skłotowski, Balcer, podpisał dokument elekcji Jana Kazimierza. O kolejnym członku rodziny, Macieju Skłotowskim wspomina Konstytucja z 1641 z uwagi na dokonane przez niego zasługi.
Rodzina ta udowodniła pochodzenie szlacheckie jako Skłodowscy w Królestwie Polskim w 1825 r. w Heroldii, czyli komisji utworzonej w celu legitymacji szlachty.